# Brigitte Koczelnik
Brigitte Koczelnik (ur. 17 czerwca 1953) – niemiecka lekkoatletka, sprinterka i biegaczka średniodystansowa. W czasie swojej kariery startowała w barwach Republiki Federalnej Niemiec.
Zajęła 6. miejsce w biegu na 400 metrów i 5. miejsce w sztafecie 4 × 400 metrów na mistrzostwach Europy juniorów w 1970 w Paryżu.
Odpadła w eliminacjach biegu na 400  metrów na halowych mistrzostwach Europy w 1974 w Göteborgu. Na kolejnych halowych mistrzostwach Europy w 1975 w Katowicach zdobyła srebrny medal w sztafecie 4 × 2 okrążenia (w składzie: Elke Barth, Koczelnik, Silvia Hollmann i Rita Wilden). Zajęła 6. miejsce w biegu na 800 metrów na halowych mistrzostwach Europy w 1977 w San Sebastián oraz odpadła w eliminacjach tej konkurencji na halowych mistrzostwach Europy w 1980 w Sindelfingen.
Była mistrzynią RFN w sztafecie 4 × 400 metrów w latach 1976–1980 oraz w sztafecie 3 × 800 metrów w 1974 i 1978, a także brązową medalistką w biegu na 800 metrów w 1979 i 1980. W hali była mistrzynią w biegu sztafetowym w 1974 i 1975, a także wicemistrzynią w biegu na 400 metrów w 1974 i 1975 oraz w biegu na 800 metrów w 1977 i 1980.
Rekord życiowy Koczelnik w biegu na 800 metrów wynosił 2:01,7 (uzyskany 24 czerwca 1978 w Augsburgu)
Startowała w klubie Bayer 04 Leverkusen.